# Mermessus brevidentatus
Mermessus brevidentatus är en spindelart som först beskrevs av James Henry Emerton 1909.  Mermessus brevidentatus ingår i släktet Mermessus och familjen täckvävarspindlar. Inga underarter finns listade i Catalogue of Life.